# 小行星5689
小行星5689（英語：5689 Rhon）是一颗围绕太阳公转的小行星。1991年9月9日，佛蒙特·伯根、卢茨·D·施耐德在陶腾堡发现了此天体。
这颗小行星的绝对星等为218.96796等。